# Haldane River
Der Haldane River ist ein 192 km langer Zufluss des Großen Bärensees in den Nordwest-Territorien Kanadas.

## Verlauf
Der Haldane River durchquert eine Tundralandschaft nördlich des Polarkreises. Er hat seinen Ursprung in einem namenlosen See etwa 12 km von der Grenze nach Nunavut entfernt. Der nach Norden fließende Horton River und der östlich verlaufende Bloody River haben ihren Ursprung in der nahen Umgebung. Der Haldane River fließt in überwiegend südlicher Richtung zum Großen Bärensee. Er mündet schließlich in den Dease Arm im Norden des Sees. 10 km südwestlich befindet sich die Mündung des Big Spruce River, 30 km ostnordöstlich die des Bloody River.

## Einzugsgebiet
Das Einzugsgebiet des Haldane River umfasst 3940 km². Es grenzt im Südwesten an das des Big Spruce River, im Westen an das des Anderson River, im Norden an das des Horton River sowie im Osten an das des Bloody River.

## Hydrologie
Der mittlere Abfluss beträgt 11,8 m³/s (1975–1992). Im Winter und im Frühjahr zwischen Dezember bis April ist der Fluss gewöhnlich eisbedeckt.

## Name
In Kanada gibt es mehrere geographische Objekte, die den Namen „Haldane“ tragen. Der Flussname wurde 1945 offiziell vergeben. Ein möglicher Namensgeber könnte der britische Politiker Richard Haldane, 1. Viscount Haldane (1856–1928) gewesen sein. Dieser war als Lord Chancellor und danach Mitglied im Judicial Committee of the Privy Council und prägte damals die kanadische Verfassung und darin speziell die Gewaltenteilung zwischen der Bundesregierung und den einzelnen Provinzregierungen.